# Rufus Wainwright
Rufus McGarrigle Wainwright (Nova Iorque, 22 de julho de 1973) é um cantor e compositor canadense-americano. Desde 1998, Rufus Wainwright gravou sete álbuns de canções originais, alguns EPs e várias canções que fizeram parte da trilha-sonora de populares filmes. Wainwright também compôs uma ópera clássica e converteu em música os sonetos de Shakespeare, para fazer parte de uma peça de teatro dirigida por Robert Wilson.

## Biografia

### Infância
Rufus Wainwright nasceu em Rhinebeck, Nova Iorque, filho dos cantores e músicos folk, Loudon Wainwright III e Kate McGarrigle, que se divorciaram quando ele ainda era uma criança.
Rufus começou a tocar piano aos seis anos de idade, e aos 13 já fazia turnês com sua irmã Martha Wainwright (também cantora e compositora). Martha, sua mãe Kate, e sua tia Anna McGarrigle, como as "Irmãs McGarrigle e família." (“McGarrigle Sisters and Family”).
Ruz viveu em Montreal com a sua mãe a maior parte da sua infância, e freqüentou por algum tempo a McGill University, onde estudou piano clássico e moderno. Algumas de suas canções foram escritas em Francês. Wainwright ainda mantém sua residência no Canadá.
Ele assumiu sua homossexualidade ainda adolescente. No dia 11 de Novembro, de 1999 na revista Rolling Stone, Rufus disse que seu pai sabia de sua homossexualidade. "Nós estávamos no carro, e começou a tocar 'Heart of Glass', e eu meio que balbuciei a letra da música, fingindo ser a Blondie. Isso foi só um sinal de outras coisas que estavam por vir, da mesma forma". Ruz disse mais tarde: "Minha mãe e meu pai nunca puderam suportar o fato de eu ser gay. Nós nunca falamos abertamente sobre isso".
Ruz começou a se interessar por ópera durante sua adolescência. Várias de suas músicas têm uma grande influência erudita, por exemplo, sua canção Barcelona tem partes da composição de Giuseppe Verdi. Ele também se tormou um entusiasta de performistas como Édith Piaf, Al Jolson e Judy Garland.
Aos 14 anos, Rufus foi estuprado no Hyde Park, em Londres depois de ser levado de um bar por um homem. O cantor se tormou celibatário por sete anos após o incidente. Mais tarde ele falou sobre aquela noite em uma entrevista: "Eu disse que gostaria de ir ao parque e ver como estava indo o grande show que acontecia naquele momento. Achei que seria uma romântica caminhada num parque, mas ele me estuprou e me roubou, e depois ainda tentou me estrangular". Ele afirma que só sobreviveu porque fingiu ser epilético simulou um ataque.

### Ascensão à fama
Após se tornar atração fixa em Montreal tocando no Cafe Sarajevo toda semana, Rufus gravou uma série de demos, que foram produzidas por Pierre Marchand (que também produziu  "Poses"). As fitas acabaram nas mãos do executivo da DreamWorks, Lenny Waronker, e a marca assinou com ele. Rufus se mudou para Nova Iorque na primavera de 1996 e começou a tocar no clube Fez para conquistar público. Depois de tocar lá por um tempo, ele se mudou para Los Angeles no outono de  1996 para gravar seu primeiro álbum com o produtor Jon Brion. Ele lançou o álbum auto-intitulado Rufus Wainwright na primavera de 1998; a gravadora recebeu uma série de críticas aclamando, e foi reconhecido pela Rolling Stone magazine como um dos melhores álbuns do ano.
Ele também foi nomeado pela Rolling Stone magazine como “melhor novo artista" do ano. Wainwright saiu em turnê com Sean Lennon no verão de 1998, e mais tarde no mesmo ano saiu em sua própria turnê.  Em dezembro de 1998, ele apareceu em um comercial da Gap tocando piano e cantando "What Are You Doing New Year's Eve?". A promoção trouxe muito mais atenção para sua carreira, e aumentou drasticamente as vendas de seu álbum. No dia 1º de março de 1999 em Hoboken, Nova Jersey, no Maxwell's, Rufus começou uma turnê que levou até o meio de maio. No verão de 1999 ele tirou ferias para descansar e compor. Ele viveu no Chelsea Hotel em Nova Iorque por seis meses, e durante este tempo escreveu a maioria das canções de seu próximo álbum. Em 5 de junho de 2001, Poses, o Segundo álbum de Rufus, foi lançado trazendo uma quantidade de aclamações comparável ao seu primeiro álbum, embora Rufus não tenha ficado satisfeito com as vendas.
De 2001 a 2004, ele fez uma turnê com Tori Amos, Sting, Ben Folds, e Guster, ele também fez uma turnê solo entre 2001 e 2002 para lançar o "Poses".  Rufus também toca com sua irmã, Martha Wainwright.
Apesar de um crescente grupo de fãs e da grande aclamação da crítica, Ruz alcançou somente um pequeno sucesso comercial.

### Vício
No começo de 2000, Rufus se viciou em metanfetamina. Durante algum tempo ele ficou temporariamente cego pelo uso da droga. Em 2002, seu vício alcançou o ponto máximo. Ele logo decidiu que "ou ia para uma clínica de reabilitação ou ia viver com meu pai. Eu sabia que precisava de um idiota para gritar comigo, e senti que esse papel era dele".
Nesse período, Rufus percebeu que precisava de algum tipo de orientação na sua vida, então ele ligou para o seu amigo Elton John, que o convenceu a entrar no centro de reabilitação Hazelden Foundation em Minnesota. Ele se desintoxicou e fez terapia. Não há confirmação acerca de sua sobriedade.

## Discografia
- Rufus Wainwright (1998)
- Poses (2001)
- Want One (2003)
- Want Two (2004)
- Release the Stars (2007)
- All Days Are Nights: Songs for Lulu (2010)
- Out of the Game (2012)
- Prima Donna (2015)
- Take All My Loves: 9 Shakespeare Sonnets (2016)